# Robert de Boron
Robert de Boron foi um poeta francês que viveu entre os séculos XII e XIII. Nasceu provavelmente no vilarejo de Boron, no Território de Belfort, na França. Teria pertencido à corte de Gautier de Montbeliard, Senhor de Montfaucon. Segundo uma menção nos seus livros, também teria sido clérigo.
Boron foi um importante autor de livros sobre as lendas arturianas. Dentro dessa temática foi o autor de duas obras em versos octasílabos, José de Arimateia e Merlim, sendo que este último apenas sobrevive em fragmentos e em versões em prosa. Acredita-se que esses dois livros tenham sido parte de uma trilogia ou tetralogia, que incluía um livro sobre o cavaleiro Persival e, possivelmente, um livro sobre a Morte de Artur.
Boron foi o primeiro escritor arturiano a dar ao mito do Santo Graal um sentido cristão. De acordo com ele, José de Arimateia usou o cálice sagrado - o mesmo da Última Ceia - para coletar as últimas gotas do sangue de Jesus Cristo na cruz. Ainda de acordo com essa história, José emigrou depois com sua família à Grã-Bretanha, onde guardaram o Graal até a chegada de Persival.